# Január 6.
Január 6. az év 6. napja a Gergely-naptár szerint. Az évből még 359 (szökőévekben 360) nap van hátra.
Névnapok: Boldizsár + Anasztáz, Baltazár, Epifánia, Gáspár, Gazsó, Melchior, Melhior, Menyhért

## Események

### Politikai események
- 1199 – I. Leó örmény királyt a kilikiai Tarsusban Örményország királyává koronázzák
- 1481 – Az Arany Horda serege vereséget szenved valahol az orosz sztyeppéken a szibériai tatároktól, s a kán is elesik
- 1540 – VIII. Henrik angol király feleségül veszi 4. hitvesét, Klevei Anna német hercegnőt.
- 1568 – Tordán megkezdődik az az erdélyi országgyűlés, amelyen a vallási türelmet meghirdették és törvényben szabályozták.[1]
- 1912 – Új-Mexikó az Amerikai Egyesült Államok 47. tagállama
- 1929 – I. Sándor jugoszláv király bevezeti a diktatúrát
- 1978 – A Szent Korona ezen a napon tért vissza Magyarországra az Amerikai Egyesült Államokból, ahová a II. világháború után vitték
- 2001 – George W. Bush győz az elnökválasztáson, ő lesz az Amerikai Egyesült Államok 43. elnöke
- 2018 – A Pannonhalmához tartozó negyven örökfogadalmas szerzetes Hortobágyi T. Cirill főmonostori perjelt választja meg Szent Márton monostora új főapátjának.[2]
- 2021 – A Donald Trump által felheccelt tömeg erőszakkal behatolt az amerikai törvényhozás épületébe.

### Tudományos és gazdasági események
- 1323 – Károly Róbert magyar király átfogó gazdasági reformsorozatának részeként elrendeli az új, stabil pénz, a dénár verését
- 1838 – Samuel Morse nyilvánosan bemutatja találmányát, a távírót
- 1974 – A Magyar Madártani és Természetvédelmi Egyesület (MME) létrejötte. Az ezredfordulóra Kelet-Közép-Európa legnagyobb természetvédelmi társadalmi szervezetévé vált
- 1992 – Megalakul a Magyar Űrkutatási Iroda
- 2009 – Kiújul az Orosz–ukrán gázvita, az orosz Gazprom elzárja az Európának szállított földgáz útját, több országban rendkívüli helyzet alakult ki

### Egyéb események
- 1903 – Francesco Forgione (a későbbi Pietrelcinai Szent Pio, azaz Pio atya) 15 évesen, belép a morconei kapucinus szerzetesek noviciátusába.
- 2017 – A Fort Lauderdale–Hollywood Nemzetközi Repülőtéren öt ember meghalt, hat megsebesült egy lövöldözésben Floridában.

## Születések
- 1367 – II. Richárd angol király († 1400)
- 1412 – Jeanne d’Arc (Szent Johanna), katolikus szent († 1431)
- 1525 – Caspar Peucer német tudós († 1602)
- 1766 – Fazekas Mihály magyar költő, botanikus († 1828)
- 1807 – Petzval József magyar mérnök-matematikus, egyetemi tanár, feltaláló, az MTA kültagja, a Bécsi Tudományos Akadémia tagja († 1891)
- 1818 – Hazslinszky Frigyes Ákos magyar botanikus, mikológus, az MTA tagja († 1896)
- 1819 – Degré Alajos ügyvéd († 1896)
- 1822
  - Lónyay Menyhért magyar politikus, több tárca minisztere, miniszterelnök és a Magyar Tudományos Akadémia tagja, elnöke († 1884)
  - Heinrich Schliemann német kereskedő, bankár, műkedvelő archeológus († 1890)
- 1832 – Gustave Doré francia festő, szobrász, illusztrátor († 1883)
- 1838 – Max Bruch német zeneszerző és karmester († 1920)
- 1848 – Hriszto Botev bolgár költő, újságíró, forradalmár, a „bolgárok Petőfije” († 1876)
- 1850 – Eduard Bernstein német szociáldemokrata politikai teoretikus, politikus, a revizionizmus irányzatának alapítója († 1932)
- 1861 – Zsupánek János magyarországi szlovén költő († 1951)
- 1862 – August Oetker német gyógyszerész, receptkönyvíró († 1918)
- 1866 – Tangl Ferenc magyar fiziológus, állatorvos, egyetemi tanár († 1917)
- 1872 – Alekszandr Nyikolajevics Szkrjabin orosz zeneszerző, zongorista († 1915)
- 1893 – Endresz György magyar pilóta, repülőoktató († 1932)
- 1897 – Szálasi Ferenc magyar nemzetiszocialista politikus, Magyarország „Nemzetvezetője († 1946)
- 1897 – Veres Péter magyar író, politikus († 1970)
- 1901 – Borsos József építőmérnök, egyetemi tanár, a műszaki tudományok doktora († 1981)
- 1903 – Szántó Judit szavalóművész, muzeológus, író, költő, József Attila élettársa, József Attila-díjas (1950) († 1963)
- 1910 – Mészöly Gyula MTA tagja, biológus, Kossuth-díjas növénynemesítő († 1974)
- 1913 – Edward Gierek lengyel kommunista politikus, pártfőtitkár († 2001)
- 1915 – Csák Ibolya magyar atléta, magasugró olimpiai bajnok († 2006)
- 1924 – Pablo Birger argentin autóversenyző († 1966)
- 1926 – Dick Rathmann amerikai autóversenyző († 2000)
- 1926 – Hargitay Miklós magyar származású amerikai testépítő világbajnok († 2006)
- 1926 – Onódi György magyar közgazdász, gyártásvezető († 2008)
- 1926 – Pat Flaherty amerikai autóversenyző († 2002)
- 1927 – Kardos Magda magyar színésznő († 2003)
- 1928 – Bacsó Péter magyar filmrendező, Balázs Béla- és Kossuth-díjas, érdemes és kiváló művész († 2009)
- 1931 – Ferenczi Imre folklórkutató († 1989)
- 1931 – Edgar Lawrence Doctorow amerikai író, esszéista († 2015)
- 1933 – Jeney Lajos Ybl Miklós-díjas építész († 2014)
- 1934 – Voith Márton kohómérnök, egyetemi tanár († 2018)
- 1938 – Adriano Celentano olasz énekes, színész
- 1940 – Olga Georges-Picot francia színésznő († 1997)
- 1940 – Tóth Judit Jászai Mari-díjas magyar színművésznő
- 1943 – Marton László Kossuth-díjas magyar rendező, egyetemi tanár († 2019)
- 1946 – Syd Barrett angol énekes, gitáros († 2006)
- 1947 – Andréa Ferréol francia színésznő
- 1952 – Kovács Brigitta magyar színésznő, énekművész, tanár
- 1953 – Malcolm Young ausztrál gitáros († 2017)
- 1955 – Rowan Atkinson angol színész, komikus
- 1964 – Yuri (Yuridia Valenzuela Canseco) mexikói énekesnő
- 1967 – Moldvai Kiss Andrea magyar színésznő
- 1975 – Fesztbaum Béla Jászai Mari-díjas magyar színész
- 1976 – Ladányi Balázs magyar jégkorongozó
- 1977 – Daniel Chapo mozambiki politikus, elnök
- 1981 – Debreczeni Zita modell, szépségkirálynő
- 1982 – Eddie Redmayne Oscar-díjas brit színész
- 1983 – Békés Márton magyar történész
- 1986 – Alex Turner angol énekes, zenész és dalszövegíró, az Arctic Monkeys nevű zenekar frontembere
- 1986 – Usha Vance amerikai jogász, az Egyesült Államok second ladyje
- 1989 – Max Pirkis angol színész
- 1989 – Nicky Romero holland zenei producer, DJ
- 1999 – Jelena Ragyionova orosz műkorcsolyázó

## Halálozások
- 1481 – Ahmat kán az Arany Horda uralkodója
- 1537 – Alessandro de’ Medici a firenzei köztársaság vezetője (* 1510)
- 1693 – IV. Mehmed az Oszmán Birodalom 20. szultánja (* 1642)
- 1852 – Louis Braille vak francia pedagógus, feltaláló (* 1809)
- 1856 – Nicolas-Charles Bochsa francia hárfás, zeneszerző (* 1789)
- 1884 – Gregor Mendel Ágoston-rendi szerzetes, botanikus (* 1822)
- 1892 – Lovassy László, az országgyűlési ifjúság egyik vezetője (* 1815)
- 1918 – Georg Cantor német matematikus (* 1845)
- 1919 – Theodore Roosevelt az Amerikai Egyesült Államok 26. elnöke (* 1858)
- 1934 – Nyilasy Sándor magyar festőművész (* 1873)
- 1945 – Vlagyimir Ivanovics Vernadszkij orosz geológus, geokémikus (* 1863)
- 1949 – Victor Fleming amerikai filmrendező (* 1889)
- 1952 – Alfred Meebold német botanikus, író antropozófus (* 1863)
- 1974 – David Alfaro Siqueiros mexikói szocialista realista festőművész, Nemzetközi Lenin-békedíjas (* 1896)
- 1974 – Slachta Margit szerzetes, feminista politikus, az első magyar női országgyűlési képviselő (* 1884)
- 1980 – Raymond Mays brit autóversenyző (* 1899)
- 1989 – Jim Hurtubise amerikai autóversenyző (* 1932)
- 1990 – Pavel Alekszejevics Cserenkov Nobel-díjas orosz fizikus (* 1904)
- 1993 – Gaál József agrármérnök, Kecskemét város főintézője  (* 1904)
- 1993 – Dizzy Gillespie amerikai jazz-zenész (* 1917)
- 1993 – Rudolf Hametovics Nurejev orosz balett-táncos (* 1938)
- 2006 – Zavadszky Gábor válogatott magyar labdarúgó (* 1974)
- 2008 – Körmendi János Kossuth-díjas magyar színművész (* 1927)
- 2009 – Ilosfalvy Róbert Kossuth-díjas magyar operaénekes (* 1927)
- 2010 – Szántó Margit Jászai Mari-díjas magyar színésznő (* 1924)
- 2022 – Peter Bogdanovich amerikai filmrendező, forgatókönyvíró, producer, színész, író (* 1939)
- 2022 – Sidney Poitier Oscar-díjas amerikai színész, filmrendező (* 1927)
- 2024 – Benczédi Sándor magyar színész, a Veszprémi Petőfi Színház és a Szatmárnémeti Északi Színház örökös tagja (* 1945)

## Ünnepek, emléknapok, világnapok
- Vízkereszt napja. A karácsonytól vízkereszt napjáig tartó 12 szent nap - illetve az ezoterikus kereszténységben a december 24-étől tartó 13 szent éjszaka - zárónapja, a farsang kezdete. A nyugati kereszténységben ekkor ünneplik a napkeleti bölcsek („háromkirályok”) látogatását a kis Jézusnál. Egyes országokban ma is élő szokás, hogy megajándékozzák a gyerekeket az éjjel az ajtó elé vagy ablakba tett csizmájukba rejtett édességekkel, amit a „háromkirályok” hoz nekik. A keleti keresztény egyházakban a vízkereszt Jézus megkeresztelésének, Krisztussá válásának ünnepe. 
  - A magyarság körében régen általános szokás volt, hogy a papok a házakat meghintették szenteltvízzel (házszentelés). Ezenkívül elterjedt népszokás volt a „csillagozás”, amikor gyerekek jártak körbe a faluban csillaggal a kezükben és a kis Jézusról szóló énekeket énekeltek. Ez egyes magyarlakta vidékeken még a mai napig is létező szokás.
  - Német nyelvterületen az ünnep neve Dreikönigstag („a háromkirályok napja”).
  - A vízkereszt ünnepének neve  Olaszországban Epifania. A Befana (öreg jó boszorkány) ezen a napon a jó gyerekeknek ajándékot hoz.[3]
- Irak: a hadsereg napja[4]
- Laosz: a Pathet Lao napja